# شارل بونه
شارل بونه (انگلیسی: Charles Bonnet؛ ۱۳ مارس ۱۷۲۰ – ۲۰ مهٔ ۱۷۹۳) یک دانشمند در زمینه تاریخ طبیعی اهل سوئیس بود. او در سال ۱۷۴۵ میلادی کتابی با موضوع حشره شناسی با عنوان Traité d'insectologie منتشر کرد.